# 十時惟忠
十時 惟忠（ととき これただ、大永7年（1527年） - 永禄10年9月3日（1567年10月5日））は、戦国時代から安土桃山時代にかけての武将。戸次氏の客将。通称は右近允、右近太夫。『戸次軍談』では惟定とも。十時惟安（山城守）の子。子に養子で長男（弟とも））に十時惟直（新右衛門）、次男（実子とも）に十時連秀（与五郎、太左衛門、刑部少輔）がいる。弟に十時惟吉（弾正）、十時惟風（宝福寺和尚）、十時惟行（喜兵衛惟武）。妹は安東連実（善内兵衛）の妻。戸次四天王の一人。

## 生涯
大永7年（1527年）、豊後国の武将・十時惟安の子として誕生。妻は堀下野の娘。入倉四郎左衛門の子である十時惟信（長門守）を祖とする十時氏本家の4代目当主にあたる。
豊後国の戦国大名大友氏の重臣・戸次鑑連（後の立花道雪）の客将であったといわれ、鑑連より御合力を拝領され、いくつかの合戦にも従った。
特に永禄10年（1567年）7月7日、高橋鑑種の宝満城攻め（宝満城・九峰の戦いとも）に、敵将福井玄鉄が手勢を率いて戸次軍に急襲した際、坂道の下にいた自軍の劣勢ながら自身が敵28人を連斬し、その獅子奮迅の槍働きで敵勢を退却させた。
さらに8月14日の秋月種実との甘水・長谷山の戦い（瓜生野の戦いとも）において、1日中7度接戦して７度戦功を挙げて、四尺五吋の大薙刀を持って十数人を斬って、敵の鎧武者を打ち投げ突き上げ、阿修羅の如く奮戦した。この勇猛ぶりを伝えてその後、当地に「人投原」という地名が起こったといわれている。
同年9月3日の休松の戦いで乱戦の中に銃弾を受けて戦死。十時氏本家の家督は、弟を養子としての十時惟直が相続し、次男の連秀は弟の宝福寺和尚に預けられ、元服後に十時氏本家を継承し、後に分家する。なお、惟忠が拝領された感状などは家督相続した惟直の代で紛失したという。